# Шкот, Павел Яковлевич

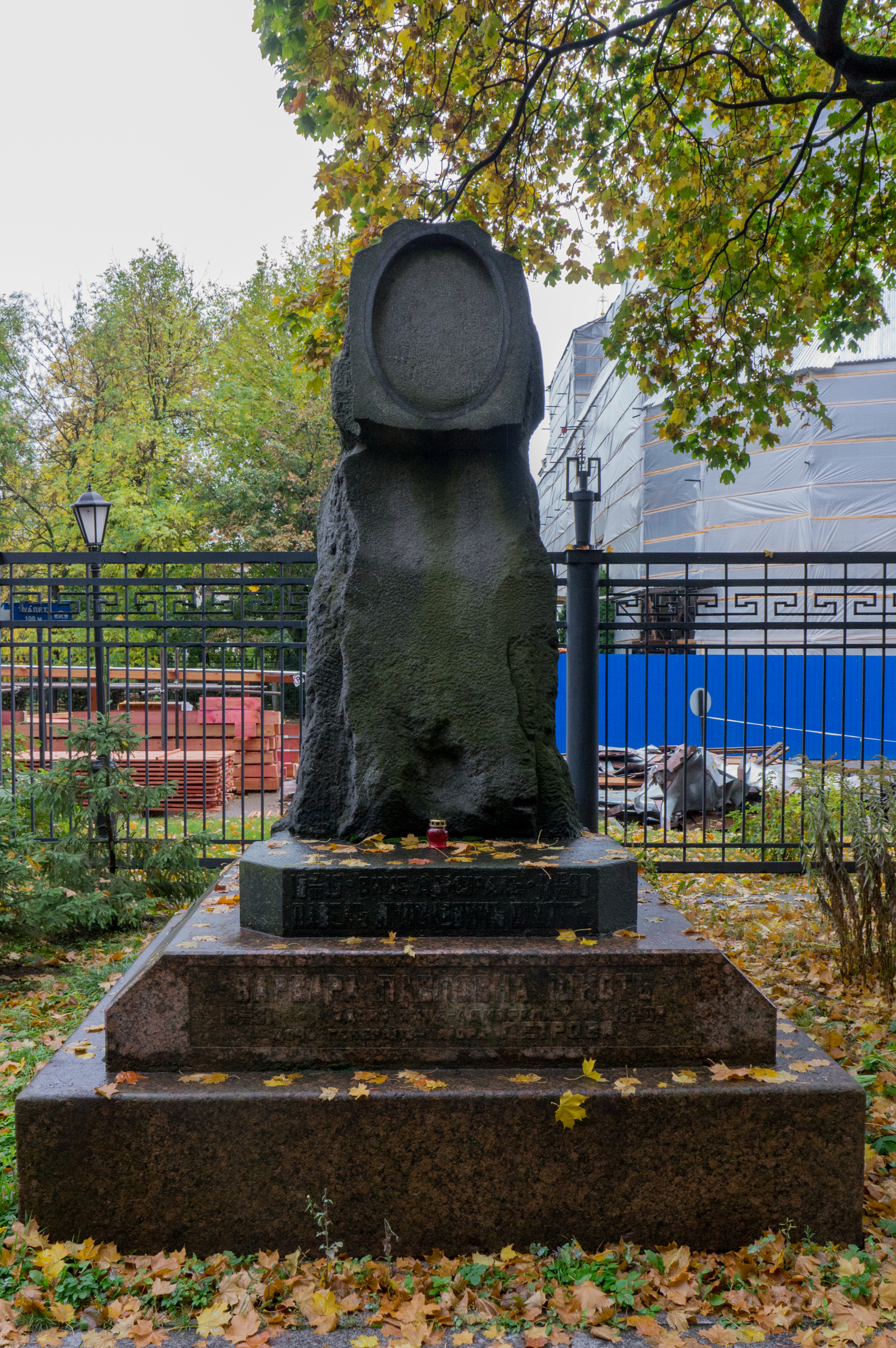
Могила П. Я. Шкота, Новодевичье кладбище, Санкт-Петербург.

Па́вел Я́ковлевич Шкот (7 марта 1816 — 16 [28] декабря 1880) — вице-адмирал, участник Севастопольской обороны.
Брат Н. Я. Шкота.

## Биография
Из дворян шотландского происхождения (Scott). Отец — Яков Андреевич Шкот — капитан-лейтенант Русского флота, выпускник морского кадетского корпуса, участник Ревельского и Выборгского морских сражений в войне со шведами 1788—1790 годов. Дядя — Пётр Андреевич Шкот тоже был моряком. Павел воспитывался с братьями Николаем и Константином, которые стали морскими офицерами.
Павел Яковлевич Шкот окончил курс морского кадетского корпуса после чего был отправлен в кругосветное плавание в 1840—1842 годах на транспорте «Або». С 1850 года состоял командиром нескольких пароходов.
В 1853 году в чине капитан-лейтенанта командовал транспортом «Неман», который в августе отправился из Кронштадта на Камчатку с грузом материалов и припасов для Петропавловского порта и в ночь на 23 сентября потерпел крушение в проливе Скагеррак. В период проверки командовал пароходами частных обществ. 10 февраля 1854 года был отставлен от службы «за неосмотрительность, имевшую следствием разбитие транспорта» с правом вновь поступить на неё первым офицерским чином. Таким образом, Павел Шкот в том же году вернулся на действительную службу мичманом, но по представлению П. С. Нахимова, особенно дорожившего им, вскоре был восстановлен в прежнем чине. Участвовал в обороне Севастополя. Получил ранение. Был контужен.
Состоял затем начальником Аральской флотилии, 8-го флотского экипажа, Кронштадтского порта и Балтийской крейсерской таможенной флотилии, он более всего заботился об улучшении быта нижних чинов. Предпринятые им в этом отношении меры почти все стали общими для всех частей морского войска, для которого впервые Шкотом были устроены в Кронштадте народные гуляния и матросский театр.
Умер 16 (28) декабря 1889 года. Похоронен на Новодевичьем кладбище в Санкт-Петербурге.
В честь П. Я. Шкота назван мыс Шкота [Ынамдан] (Японское море, полуостров Корея, 40° с. ш., 128°10′ в. д., мыс обследован в 1886 экипажем клипера «Крейсер», тогда же было присвоено название мысу).

## Награды
- Орден Святого Владимира 2-й степени — 1879 г
- Орден Святой Анны 3-й степени — 1877 г.
- Орден Святого Станислава 1-й степени — 1873 г.
- Орден Франца Иосифа со звездой (Австро-Венгрия) — 1872 г.
- Орден Святого Владимира 3-й степени — 1871 г.
- Орден Святого Станислава 3-й степени с императорской короной — 1868 г.